# Tornado de San Carlos de 1981
El tornado de San Carlos de 1981 fue un fenómeno meteorológico ocurrido el día 18 de mayo de 1981 en la ciudad de San Carlos, y que también afectó parte de Cachapoal, actual Región de Ñuble, Chile. Esta zona, al igual que el resto del país, no es propensa a este tipo de fenómenos climáticos, sin embargo en 2013 vuelve a ocurrir un hecho similar en la ciudad; no tan destructivo como éste. Fue calificado como F3 en la escala Fujita-Pearson.

## El Tornado
El tornado se originó a unos 55 kilómetros al oeste de la ciudad de San Carlos y desapareció 25 kilómetros al este de esta misma, en la localidad de Cachapoal; es decir, recorrió 80 kilómetros de trayectoria de oeste a este en un tiempo de 38 minutos. En San Carlos recorrió el "Barrio Estación" y el centro mismo de la ciudad, pasando por la copa de agua potable que abastece a la misma. Se originó a las 10:10 hora local.

## Consecuencias
En San Carlos destruyó gran parte de la Estación San Carlos, dejándola sin techumbre y vidrios, la Plaza de Armas quedó completamente destruida, árboles de más de 50 años fueron arrancados de raíz, la localmente famosa tienda "El Caballo" fue destruida, parte de su edificio colapsó, así como también se vio afectado el edificio municipal y el cuartel de bomberos, pequeños locales comerciales también fueron devastados, y muchas personas y vehículos volaron por los aires como simples juguetes. Es, sin duda, el tornado más destructivo de los últimos 100 años en Chile, superior al de Villarrica de 2011 y al de Concepción de 1934. El corte de energía eléctrica duró varios días debido a la caída de, por lo menos, unos 400 postes de luz, el agua potable fue restablecida el día 22 de mayo y las clases fueron suspendidas por 2 semanas.
Se estimó un total de 2 fallecidos, 1 desaparecido, 323 heridos y 1.524 damnificados. Cerca de 480 viviendas se vieron gravemente afectadas.